# 文瑞 (鈕祜祿氏)

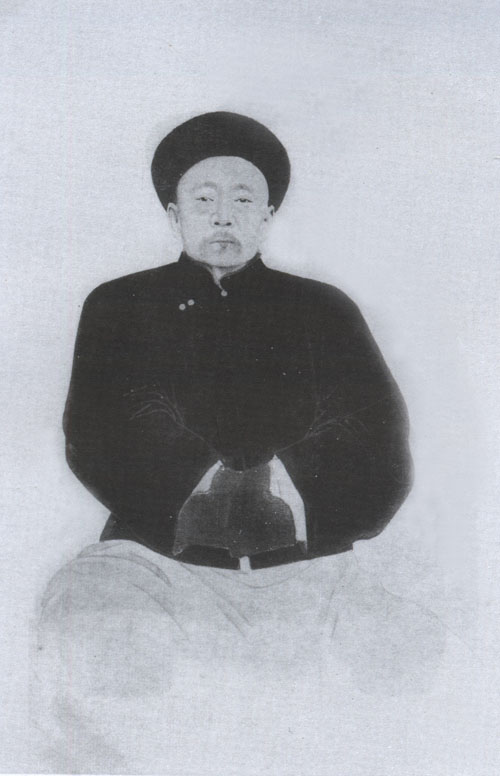
《庚子辛亥忠烈像赞》中的文瑞像

文瑞（穆麟德轉寫：wenšui，1849年—1911年10月23日），鈕祜祿氏，满洲镶红旗人，世袭男爵，清朝軍事將領。
同治五年（1866年），授二等侍衛，后升任一等侍衛，續辦事章京。光緒十一年（1885年），任正黃旗漢軍副都統。次年改馬蘭鎮總兵、兼總管內務府大臣。光緒二十七年（1901年），任伊犁錫伯營領隊大臣，后改歸化城副都統、兼署綏遠城將軍。光緒三十一年（1905年），任青州副都統。光緒三十四年（1908年），任成都副都統。宣統元年（1909年），任西安將軍。宣統三年九月初二日（1911年10月23日），陝西同盟會發動西安起義，张凤翙率軍與文瑞交戰，文瑞戰敗，滿城被破，文瑞投井自盡。

## 延伸阅读
[在维基数据编辑]
 《清史稿/卷470》，出自趙爾巽《清史稿》